# Witold Winkler
Witold, Kazimierz Winkler  (ur. 23 stycznia 1917 w Grybowie, zm. 10 marca 1983 w Oxford) – kapitan, lotnik obserwator Polskich Sił Powietrznych, odznaczony Orderem Virtuti Militari.

## Życiorys
Uczęszczał  do Gimnazjum Realnego w Grybowie.
W styczniu 1937 roku i został przyjęty do Szkoły Podchorążych Rezerwy Łączności w Zegrzu którą ukończył w kwietniu 1938 roku. W styczniu 1939 został skierowany do 6 Batalionu Telegraficznego. Po zbrojnej agresji Niemiec na Polskę we wrześniu 1939 walczył w tym batalionie pod Jarosławiem, Dolnym Leżajskiem, Lubaczowem, Niemirowem, Żółkwią, Złoczowem, Tarnopolem, Buczaczem, Tyśmienicą i Kołomyją. Po zakończeniu walk ewakuował się przez Rumunię, Jugosławię do Wielkiej Brytanii. W lipcu 1940 wstąpił do Royal Air Force (nr służbowy RAF, P-1841), rozpoczął szkolenie  na nawigatora lotniczego w Wielkiej Brytanii oraz Kanadzie. 
W grudniu 1942 rozpoczął szkolenie w  Oddziale Wyszkolenia Bojowego (OTU18) RAF Bramcote gdzie były szkolone załogi polskich dywizjonów bombowych.  W maju 1943 zaczął wykonywać loty bojowe na bombowcach Vickers Wellington w 300 Dywizjonie Bombowym „Ziemi Mazowieckiej". Winkler jako nawigator wykonał 30 lotów bojowych nad terenami zajętymi przez Niemcy, w tym bombardowania miast: Hanoweru, Hamburga, Kolonii, Düsseldorfu, Wuppertalu, Essen oraz innych ważnych celów w Zagłębiu Ruhry.  Po pierwszej turze lotów bojowych otrzymał przydział do  jednostki szkoleniowej  RAF jako instruktor-nawigator  w bazie szkoleniowej Bramcote.
W październiku 1944 został skierowany do ,Eskadry Specjalnego Przeznaczenia w Brindisi we Włoszech. Od października 1944r. brał udział w operacjach lotniczych latając na bombowcach Handley Page Halifax, Consolidated B-24 Liberator.Były to głównie loty z zadaniami zrzutu zaopatrzenia dla partyzantów: w Albanii, Czechosłowacji, Włoszech, Jugosławii i Polsce. 
27 grudnia na Halifaxie (LL118-C)  Winkler wykonywał lot nad Polską w załodze pilota chor. Jana Nowociny, dokonali udany zrzut poza Wisłą. W drodze powrotnej  zostali zaatakowani przez nocny myśliwiec niemiecki, odparli atak i szczęśliwie powrócili do bazy we Włoszech. Był to przed ostatni lot transportowy do okupowanej Polski spośród pięciu samolotów tego dywizjonu wysłanych na misję w tym dniu. Ostatnie loty dziesięciu samolotów Eskadry 1586 nad Polskę były wykonane 28 grudnia, w tym jeden samolot Halifax LL–187 został z zestrzelony, rozbił się w miejscowości  Radatice.  
W styczniu 1947 służył w Polskim Korpusie Przesiedleńczym do stycznia 1949.  
W 1953 powrócił do służby wojskowej w Królewskich Sił Powietrznych, gdzie w grudniu 1956 w stopniu kapitana lotnictwa (ang.flight leitnant). W 1968 roku zakończył służbę wojskową, przeszedł na emeryturę. Zmarł w Oxford, pochowany na cmentarzu Wolvercote w Oxfordzie.

## Ordery i odznaczenia
- Krzyż Srebrny Orderu Virtuti Militari (nr 8441)
- Krzyż Walecznych (trzykrotnie)
- Medal Lotniczy (dwukrotnie)
- Distinguished Flying Cross (1944)
- Air Crew Europe Star
- 1939-1945 Defence Medal
- War Medal 1939–1945